# Europacupen i bandy 2009
Europacupen i bandy 2009 började med semifinalspel i samband med World Cup 2009. Turneringen vanns av Dynamo Moskva, som besegrade Västerås SK med sammanlagt 4-1 i finalerna.

## Semifinaler
- 16 oktober 2009: Dynamo Moskva,  Ryssland-OLS  Finland 6-1 (i Sandviken)
- 17 oktober 2009: Västerås SK,  Sverige-Stabæk IF,  Norge 8-1 (i Sandviken)

## Finaler
- 20 november 2009: Västerås SK,  Sverige-Dynamo Moskva,  Ryssland 1-2
- 22 november 2009: Dynamo Moskva,  Ryssland-Västerås SK,  Sverige 2-0

- Dynamo Moskva Europamästare med sammanlagt 4-1.